# Rodolfo Falcón
Rodolfo Falcón, född 25 oktober 1972 i Havanna, är en kubansk före detta simmare.
Falcón blev olympisk silvermedaljör på 100 meter ryggsim vid sommarspelen 1996 i Atlanta.